# 1515 en science
| Années de la science : 1512 - 1513 - 1514 - 1515 - 1516 - 1517 - 1518    |
| Décennies de la science : 1480 - 1490 - 1500 - 1510 - 1520 - 1530 - 1540 |

Cet article présente les faits marquants de l'année 1515 en science.

## Événements

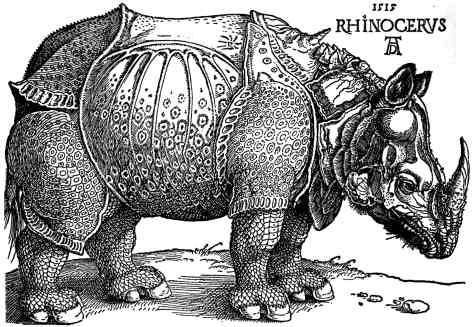
RHINOCERVS 1515
Le rhinocéros de 1515 gravé par Dürer.

- 20 mai : un rhinocéros venu des Indes est envoyé au roi Manuel Ier de Portugal à Lisbonne[1].

- Léonard de Vinci comprend l'intérêt graphique de la chambre obscure[2].
- Globe terrestre réalisé à Nuremberg par le cartographe, cosmographe et mathématicien allemand Johann Schöner, sur lequel apparait le mot America[1].

## Publications
- Gaspard Lax de Sarenina :
  - Proportiones, 1515, impr. Nicolaus de la Barre pour Emundus Le Fevre, Paris,
  - Arithmetica speculativa XII libris demonstrata, 1515, impr. Nicolaus de la Barre pour Emundus Le Fevre, Paris,
- Jacques Signot : Totale et Vraie Description de tous les passaiges (…) par lesquels on peut passer et entrer des Gaules ès Italie, T. Denis, Paris 1515[3].

## Naissances

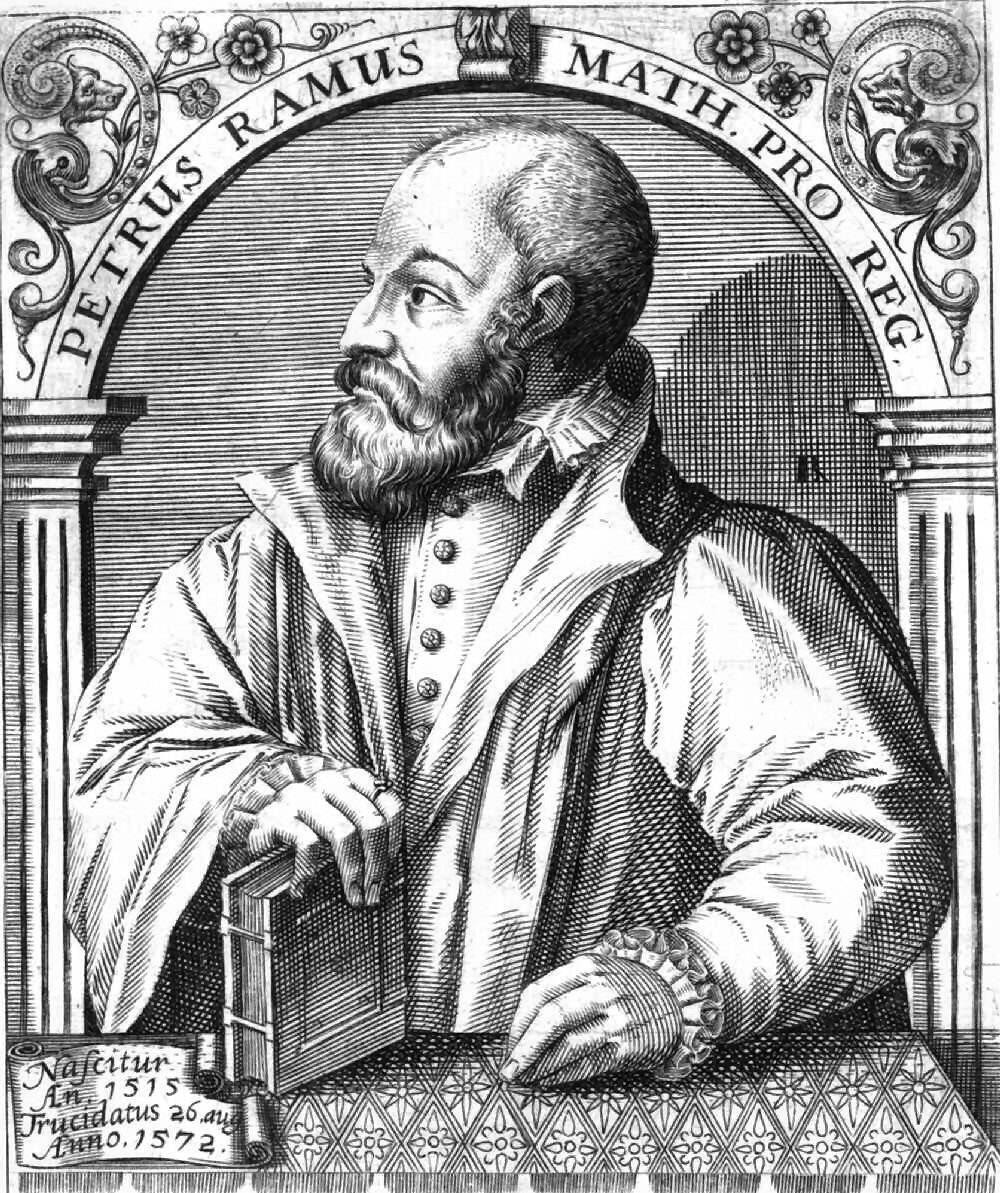
Pierre de La Ramée

- 18 février : Valerius Cordus (mort en 1544), médecin, chimiste et botaniste allemand.

- Cristobal Acosta (mort en 1594), médecin et naturaliste portugais.
- Leonard Digges (mort en 1559), mathématicien et géomètre britannique.
- Francisco Hernández (mort en 1587), médecin et botaniste espagnol.
- Pierre de La Ramée (dit Petrus Ramus) (mort en 1572), logicien et philosophe français.